# EV.1.K Fecske
Az EV.1.K Fecske együléses, teljesen fémépítésű teljesítmény-vitorlázórepülőgép volt, melyet a Pestvidéki Gépgyár Esztergomi Gyáregysége (PGE) készített 1969-ben. Csak egy példány valósult meg belőle, balesete miatt sorozatgyártásra nem került.

## Története
A Pestvidéki Gépgyár Esztergomi Gyáregységének néhány fiatal mérnöke 1964-ben tett javaslatot a korábbi gépeket felülmúló teljesítmény-vitorlázó létrehozására. A tényleges tervezőmunka 1965-ben kezdődött el, amikor a Pestvidéki Gépgyár pályázatot írt ki egy vitorlázó repülőgépre. 1967-ben a Bende Lajos, Kesselyák Mihály, Kerekes Pál, Magyar Bálint, Major Ferenc, Papp György és Teknyős Lajos alkotta tervezőcsoport elkezdte a kiviteli tervek elkészítését, az esztergomi üzemben pedig ezzel párhuzamosan készültek a próbadarabok, illetve az építőkészülék. A prototípus 1969-ben készült el. Az E-1336 gyártási számú, HA-7022 lajstromjelet kapott géppel az esztergomi repülőtérről 1969. szeptember 18-án hajtotta végre az első felszállást Mandl Ernő pilóta. 
1970 októberében a gépet az MHSZ válogatott vitorlázórepülő csapatának adták kipróbálás céljából. A próbarepülések október 8-án kezdődtek, majd 9-én dugóhúzógyakorlatokat végeztek a pilóták. Ennek során Csépán János a gépet a dugóhúzóval kivette, de a művelet során a botkormányt túlságosan előrenyomta, amitől a repülőgép nagyon begyorsult. Csépán a helyzetet hirtelen kormánymozdulattal (a botkormányt maga felé rántva) próbálta korrigálni, ami túlterhelést (mint utólag kiderült, 12 g-s gyorsulást) okozott. Ennek hatására a gép jobb szárnya a szárnytőtől mintegy 1 méterre letört, a gép lezuhant, Csépán János pedig életét vesztette. A baleset után a fejlesztés nem folytatódott és a gép sorozatgyártására sem került sor.